# جيانيس أنستيس
جيانيس أنستيس (باليونانية: Γιάννης Ανέστης)‏ هو لاعب كرة قدم يوناني في مركز حراسة المرمى، ولد في 9 مارس 1991 في خالكيذا في اليونان. لعب مع أيك أثينا ونادي بانيونيوس.

## وصلات خارجية
- جيانيس أنستيس على موقع الاتحاد الأوربي (الإنجليزية)
- جيانيس أنستيس على موقع قاعدة بيانات كرة القدم.إي يو (الإنجليزية)
- جيانيس أنستيس على موقع Soccerbase.com (لاعب) (الإنجليزية)
- جيانيس أنستيس على موقع Soccerway.com (الإنجليزية)
- جيانيس أنستيس على موقع عالم كرة القدم.نت (الإنجليزية)
- جيانيس أنستيس على موقع AS.com (الإسبانية)